# ليه بيرك
ليه بيرك (بالإنجليزية: Les Burke)‏ هو لاعب كرة قاعدة أمريكي، ولد في 18 ديسمبر 1902 في لين في الولايات المتحدة، وتوفي في 6 مايو 1975 في دانفرز في الولايات المتحدة.

## وصلات خارجية
- ليه بيرك على موقعبيزبول رفرنس.كوم (الدوري الرئيسي) (الإنجليزية)